# Abenzio
Abenzio  è un nome proprio di persona italiano maschile.

## Varianti in altre lingue
- Catalano: Habenci[2]
- Latino: Habentius[2]
- Spagnolo: Habencio[2]

## Origine e diffusione
Deriva dal latino Habentius, tratto dal verbo habere ("avere"); il significato può quindi essere interpretato come "che possiede", "ricco". 
Il nome venne portato da un santo martire spagnolo e da un vescovo di Perugia del VI secolo.

## Onomastico
L'onomastico viene festeggiato il 7 giugno in memoria di sant'Abenzio, monaco, martire con altri compagni a Cordova sotto i Mori.